# Russische Kammerphilharmonie St. Petersburg

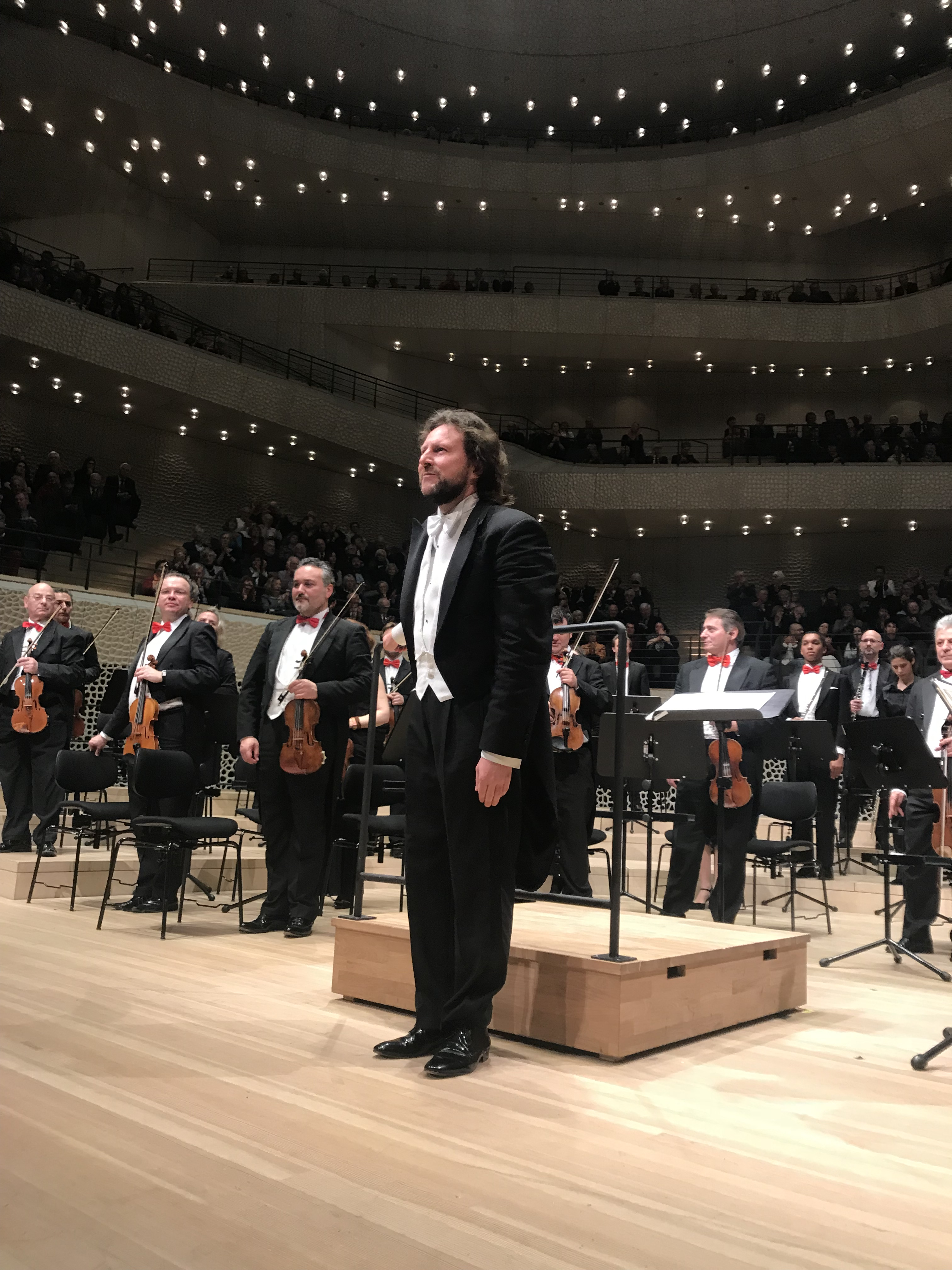
Elbphilharmonie Hamburg (Januar 2018)

Die Russische Kammerphilharmonie St. Petersburg (russisch Санкт-Петербургская Российская Камерная филармония) wurde 1990 in St. Petersburg (Russland) gegründet. 2000 hat das Orchester seinen Sitz nach Frankfurt am Main verlegt.

## Geschichte
Die Russische Kammerphilharmonie St. Petersburg wurde 1990 von Absolventen des St. Petersburger "Rimski-Korsakow" Staatskonservatoriums gegründet.
Das Orchester ist einer der bedeutendsten musikalischen Botschafter seines Landes. Sein breitgefächertes Repertoire, das vom Barock bis zur Moderne sowie von Kammermusik bis zu großen Sinfonik reicht, hat es zu einem der gefragtesten Klangkörper Europas gemacht.

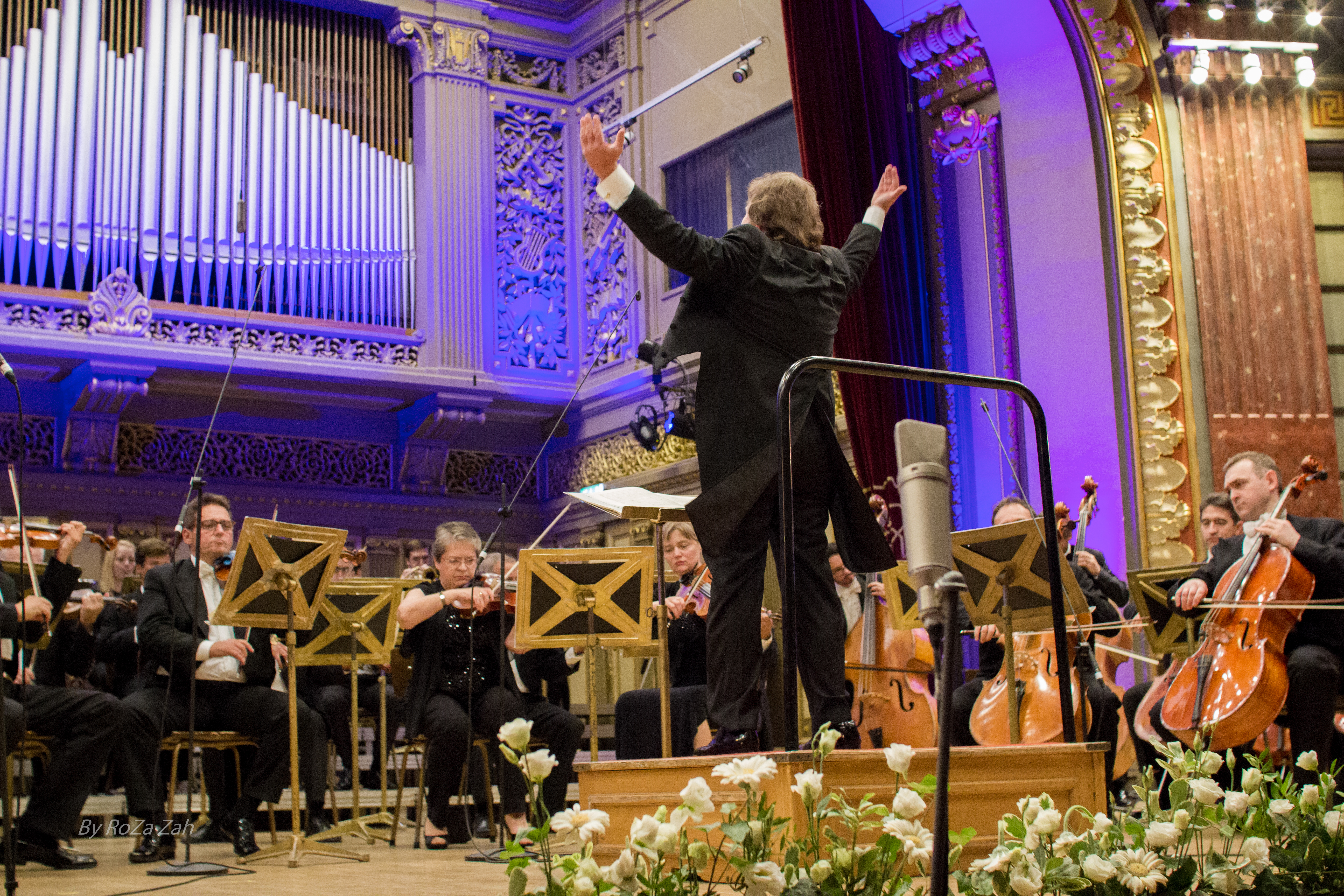
George Enescu Festival Bukarest (September 2017)

Das Orchester gastiert regelmäßig in den wichtigsten europäischen Konzerthäusern und bei zahlreichen renommierten internationalen Festivals, wie Schleswig-Holstein Musik Festival, Rheingau Musik Festival, Festspiele Mecklenburg-Vorpommern, Musikfestspiele Saar, Harzburger Musiktage, Brandenburgische Sommerkonzerte, Zelt-Musik-Festival, Istanbul Music Festival und George Enescu Festival Bukarest. Die Tourneen führten das Orchester auch in das außereuropäische Ausland, u. a. nach Libanon, Chile, Uruguay, Argentinien, Südafrika, Dubai und in die Türkei.
Seit seiner Gründung ist das Orchester Anziehungspunkt für internationale Solisten. Die legendären Mstislav Rostropowitsch, Igor Oistrach, Mikis Theodorakis, Giora Feidman, David Garrett, Jelena Baschkirowa, Andrei Gawrilow, Sergei Nakariakov, Mischa Maisky, Dmitri Hvorostovsky, Nigel Kennedy, Edita Gruberová, Fazıl Say, Eva Lind, Matthias Schlubeck, Nikolai Tokarew, Sir James Galway, Vadim Repin, Lilya Zilberstein, Gábor Boldoczki, Anna Maria Kaufmann, Dmitri Berlinsky, Otto Sauter, Olga Peretyatko, Martin Stadtfeld und Viva Voce gehörten zu den gefeierten Künstlern, die mit dem Orchester auftraten.
Gastspielhöhepunkte sind u. a. Konzerte in den Philharmonien Berlin, Köln, Essen und München, im Teatro Real Madrid, im Schauspielhaus Berlin, im Kurhaus Wiesbaden, im Gewandhaus zu Leipzig, im Teatro dell’Opera di Roma, im Dresdner Kulturpalast, in der Alten Oper Frankfurt, der Meistersingerhalle Nürnberg, der Laeiszhalle Hamburg, im Kopenhagener Tivoli, im Kuppelsaal Hannover, der Tonhalle Zürich, im Pariser Théâtre des Champs Elysées, im Wiener Konzerthaus, im Grand théâtre de la ville de Luxembourg, im Budapester Béla Bartók National Hall, im Bukarester Athenäum, im Moskauer Bolschoi-Theater, sowie in der Elbphilharmonie.
Die intensive weltweite Konzerttätigkeit der Russischen Kammerphilharmonie St. Petersburg wird durch die Studioproduktionen ergänzt. Die CD des Orchesters mit Werken von Carl Maria von Weber, die bei SONY MUSIC erschienen ist, wurde mit dem begehrten „Editor’s Choice“ des renommierten britischen Gramophone-Magazines ausgezeichnet.
2000 hat das Orchester seinen Sitz nach Frankfurt am Main verlegt.

## Leitung

Juri Gilbo (2018)

Im Frühjahr 1998 übernahm Juri Gilbo die Stelle als Künstlerischer Leiter des Orchesters.
Es ist ihm gelungen, dem Orchester neue Maßstäbe zu setzen, zu einem internationalen Spitzenorchester zu formen und einen unverwechselbaren Klang zu verleihen. Der in St. Petersburg geborene Musiker ist stark geprägt von den Musiktraditionen seiner Heimat. Schon als Kind besuchte er stets die Opernaufführungen im Mariinski-Theater sowie die Konzerte in der Philharmonie seiner Heimatstadt mit legendären Solisten und Dirigenten wie Vladimir Horowitz, Martha Argerich, Leonard Bernstein, Kurt Masur, Gidon Kremer, Igor Oistrach, Mariss Jansons, Emil Gilels und Swjatoslaw Richter.
Bereits mit vier Jahren erhielt er seinen ersten Musikunterricht und widmete sich zunächst der Geige und der Bratsche. Weitere Studien führten ihn an das traditionsreiche St. Petersburger Staatskonservatorium und an die Hochschule für Musik und Darstellende Kunst Frankfurt am Main in die Bratschenklasse von Tabea Zimmermann. Zugleich machte er seine Dirigentenausbildung bei Luigi Sagrestano.

## Diskografie (Auswahl)
- Max Bruch: Moses – Oratorium, opus 67 (J. Kindler, 2005)
- Carl Maria von Weber: Clarinet concertos No. 1 / 2 and Clarinet quintet (Sony Musik, 2009)
- Louis Spohr: Die letzten Dinge – Oratorium nach Worten der Heiligen Schrift in der Originalfassung von 1826 (J. Kindler, 2010)
- Viva Voce: Symphonic Christmas (Rondeau Production, 2016)